# Hipparchia parisatis
Hipparchia parisatis är en fjärilsart som beskrevs av Vincenz Kollar 1849. Hipparchia parisatis ingår i släktet Hipparchia och familjen praktfjärilar. Inga underarter finns listade i Catalogue of Life.

## Bildgalleri

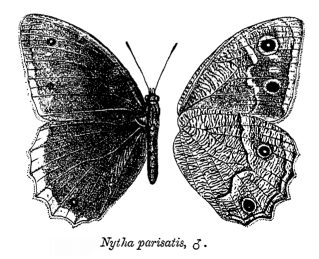